# Opis delovnega mesta
Opis delovnega mesta je kadrovski in organizacijski  instrument, ki povzema ključne informacije o delovnem  mestu in delu. Ustrezni opisi delovnih mest so nujni na področju pridobivanja in izbire kadrov, usposabljanja, razvoja kadrov, nagrajevanja in motiviranja zaposlenih, ter zagotavljanja varnosti in zdravja pri delu, saj povzemajo vse informacije, ki so potrebne za izvajanje navedenih kadrovskih aktivnosti. Biti morajo čim bolj natančni, konkretni, saj tako povečamo zanesljivost izbora ljudi, ki bodo določeno delo kar se da učinkoviteje opravljali.

## Opisi delovnih mest in sistemizacija
V primeru, da ima določena organizacija narejene opise za vsa delovna mesta, govorimo o sistemizaciji delovnih mest . Podrobneje jo definira akt o sistemizaciji delovnih mest, ki je od leta 2003, za delodajalce, ki zaposlujejo več kot 10 ljudi, obvezen. Vendar ga lahko imajo tudi organizacije ali podjetja, ki tem pogojem ne zadostujejo in imajo manj zaposlenih ljudi . Bolj uspešna kot je sistemizacija, uspešnejše je zaposlovanje, selekcija kadrov, načrtovanje dela, dodatnega usposabljanja in izobraževanja, treningov, napredovanje, izgradnja in načrtovanje kariere posameznika ipd . Vsak zaposlen posameznik ima pravico dostopa do vpogleda v opis delovnega mesta. Sistemizacija je pomembna tudi z vidika motivacije za napredovanje do višjega delovnega naziva.
Opisi delovnih mest niso povsod enaki. Zelo se lahko razlikujejo že opisi za vodilne kadre in opisi za strokovna delovna mesta. Celotna sistemizacija in opisi se morajo prilagajati konkretnim situacijam in potrebam in je ne smemo sprejemati kot normativni, splošni akt, ampak kot pripomoček pri delu, ki ga moramo redno spremljati in po potrebi tudi spreminjati. Le tako lahko dosežemo čim večjo uporabnost in učinkovitost .

## Elementi opisa delovnega mesta
Na podlagi pregleda nekaterih primerov opisov delovnih mest  so ključni elementi opisa delovnih mest naslednji   : 

### Podatki za identifikacijo delovnega mesta
Pod to kategorijo spada :
- Naziv delovnega mesta (navedemo splošni naziv, če pa obstaja še kakšen interni se to vpiše v oklepaj).
- Šifra delovnega mesta
- Organizacijska enota in kraj delovnega mesta
- Področje dela (možne so industrija in rudarstvo, kmetijstvo-[ribolov|ribištvo]], gozdarstvo, vodno gospodarstvo, gradbeništvo, promet in zveze, trgovina, gostinstvo in turizem, obrt in osebne storitve, stanovanjsko-komunalne dejavnosti, finančne, poslovne in tehnične storitve, izobraževanje, znanost, kultura, informacije, zdravstvo in socialno varstvo, uprava).
- Tarifni razred (odvisen od izobrazbe, dodatnih znanj, delovne dobe, odgovornosti, težjih delovnih razmer, večji napor. Opredelimo lahko 9 tarifnih razredov, glede na njih pa se zaposlenim določa tudi nazive).

### Organizacijsko-tehnični podatki o delovnem mestu
Med te podatke uvrstimo: 
- Opis delovnih nalog
- Namen, vloga delovnega mesta
- Čas trajanja aktivnosti delovnega mesta
- Organizacijske povezave in komunikacije
- Pristojnosti
- Odgovornosti (strokovna – za delovne rezultate, organizacijska – za vodenje, materialna – za delovna sredstva in predmete dela)
- Sredstva in predmeti dela: (delovna sredstva (stroji, naprave, orodja), predmeti dela (materiali, surovine, polizdelki)).
- Delovni pogoji v katerih se delo opravlja (vplivi delovnega okolja, psiho-socialno okolje)
- Posebne obremenitve
- Varstvo pri delu

### Kadrovski podatki o delovnem mestu
- Poklic (vrsta in stopnja izobrazbe)
- Funkcionalna oz. dopolnilna znanja –zahtevana in zaželena
- Delovne izkušnje
- Fizične in psihofizične sposobnosti (splošne in specifične)
- Osebnostne zahteve (značilnosti)
- Druge osebnostne značilnosti delavca za delo (starost, invalidnost)

## Zahtevano obnašanje na delovnem mestu (In-role behaviour)
Je vrsta obnašanja, ki  je za določeno delovno mesto in posameznika določena in difinirana in jo je potrebno upoštevati, odraža pa se lahko tudi v organizacijskem uradnem sistemu plač. Sem spadajo vsa vedenja, ki so potrebna za uspešno opravljanje  določenega dela. Standardi, ki jih uporabimo da evalviramo izvedbo delovnih nalog se razvrščajo v štiri kategorije: rangiranje, vrednotenje kvalitete, kvantitetni standardi in evidenca podatkov kot so varnost na delovnem mestu, odsotnost, zamujanje na delovno mesto, itd.
Vloge in načini obnašanja so odvisni od  različnih pozicij in delovnih mest. Primer: Od direktorja se zahteva drugačno vedenje kot od čistilke, saj so njune delovne naloge in delovna pozicija različne . Takšna vedenja najdemo pod opisi delovnih mest (povezava).  

## Zaželeno obnašanje na delovnem mestu (Extra-role behaviour)
Načini obnašanja, ki niso del formalnih zahtev posameznikovega delovnega mesta in jih ne moremo oz. smemo  zahtevati pod opisom delovnega mesta. So pa načini obnašanja, ki pripomorejo, da organizacija in delo v njej poteka čim bolj tekoče, brez nepotrebnih zapletov in se jih ima po navadi za samoumevne. Primeri takšnega vedenja so: pomoč sodelavcem pri njihovem delu in problemih s katerimi se soočajo na delovnem mestu, sprejemanje ukazov brez prerekanja in razburjanja, skrb za čisto in urejeno delovno mesto itd.. .